# Massaconcentratie
Het begrip massaconcentratie (symbool {\displaystyle \rho } of {\displaystyle \gamma }) wordt in de scheikunde gebruikt als een van de manieren om de concentratie van een oplossing uit te drukken. Het is de massa van een opgeloste stof A gedeeld door het volume van de oplossing. In formulevorm is dit:
{\displaystyle \rho _{\mathrm {A} }={\frac {m_{\mathrm {A} }}{V}}}
Wanneer men 10,05 g glucose in water oplost tot een totaal volume van 0,500 L, is de massaconcentratie van glucose:
{\displaystyle \rho _{\text{glucose}}={\frac {10{,}05{\text{ g}}}{0{,}500{\text{ L}}}}=20{,}1\ \mathrm {g/L} }
Het symbool voor de massaconcentratie, de Griekse letter ρ (rho) is dezelfde als voor de massadichtheid. Maar bij de dichtheid gaat het om de massa van de gehele oplossing gedeeld door het volume van diezelfde oplossing. Symbool en dimensie zijn hetzelfde, maar het getal verschilt. Zo is de dichtheid van eerder genoemde oplossing gegeven door ρ = 1,02 kg/L, aangezien de massa van het mengsel gelijk is aan de som van de massa's van de opgeloste glucose en het water (aangenomen dat bij het oplossen geen volumecontractie opgetreden is).
Om verwarring tussen beide grootheden te vermijden, wordt bij het symbool van de massaconcentratie steeds de betreffende stof vermeld: {\displaystyle \rho _{\text{glucose}}} of {\displaystyle \rho (\mathrm {C_{6}H_{12}O_{6}} )}.

## Eenheden
De massaconcentratie is een verhouding van een massa op een volume, en heeft dus als SI-eenheid kg m−3, maar andere eenheden zijn ook gebruikelijk:
{\displaystyle 1{\text{ kg m}}^{-3}=1{\text{ g L}}^{-1}=1{\text{ mg mL}}^{-1}=10^{3}{\text{ mg L}}^{-1}=\dots }
Hoewel massaconcentratie geen dimensieloze fractie is, wordt deze soms toch uitgedrukt in procent of promille. De grootheid wordt dan ook wel massa-volumepercentage genoemd, soms aangeduid met m/V-%. Hierbij is 
{\displaystyle 1\ \%={\frac {1{\text{ g}}}{100{\text{ mL}}}}=10\ {\text{kg m}}^{-3}}
Een gekend voorbeeld hiervan is het alcoholpromillage.

## Conversie

### Massafractie
{\displaystyle w_{i}={\frac {\rho _{i}}{\rho }}}

### Molaire concentratie
{\displaystyle c_{i}={\frac {\rho _{i}}{M_{i}}}}